# Le Fauconnier (Véronèse)
Pour les articles homonymes, voir Le Fauconnier.
Le Fauconnier – ou Chasseur devant une porte – est un tableau réalisé vers 1560 par le peintre de la Renaissance italienne Paul Véronèse. Cette huile sur bois est le portrait en pied d'un fauconnier qui se penche pour regarder son chien alors qu'il descend une marche sur le seuil d'une porte, son oiseau de proie posé sur sa main gauche. Achetée à New York en 1996, cette œuvre est conservée à la Fondation Bemberg, à Toulouse, en France.